# Friedrieke Filz
Friedrieke Filz –nacida como Friedrieke Wenisch– (27 de agosto de 1907-22 de julio de 1981) fue una deportista austríaca que compitió en esgrima, especialista en la modalidad de florete. Ganó cuatro medallas en el Campeonato Mundial de Esgrima entre los años 1932 y 1950.

## Palmarés internacional
| Campeonato Mundial | Campeonato Mundial     | Campeonato Mundial | Campeonato Mundial  |
| Año                | Lugar                  | Medalla            | Prueba              |
| ------------------ | ---------------------- | ------------------ | ------------------- |
| 1932               | Copenhague (Dinamarca) | Medalla de plata   | Florete por equipos |
| 1935               | Lausana (Suiza)        | Medalla de plata   | Florete por equipos |
| 1936               | San Remo (Italia)      | Medalla de bronce  | Florete por equipos |
| 1950               | Montecarlo (Mónaco)    | Medalla de bronce  | Florete individual  |